# یواس‌اس تراولر (۱۸۰۵)
یواس‌اس تراولر (۱۸۰۵) (به انگلیسی: USS Traveller (1805)) یک کشتی بود.